# 拟耧斗菜
拟耧斗菜（学名：Paraquilegia microphylla）为毛茛科拟耧斗菜属下的一个种。其种加词microphylla，意为“小叶的”。